# Кизил-Баржау
Кизи́л-Баржа́у (рос. Кызыл-Баржау, башк. Ҡыҙыл Бәрйәү) — присілок у складі Нурімановського району Башкортостану, Росія. Входить до складу Новокулевської сільської ради.
Населення — 55 осіб (2010; 57 у 2002).
Національний склад:
- татари — 89 %